# Модин (Саратовская область)
Мо́дин — посёлок в Озинском районе Саратовской области, административный центр сельского поселения Чалыклинское муниципальное образование.

## География
Посёлок расположен в юго-западной части района, в верховьях реки Родниковой (приток реки Песчанка), у подножия Синих Гор.

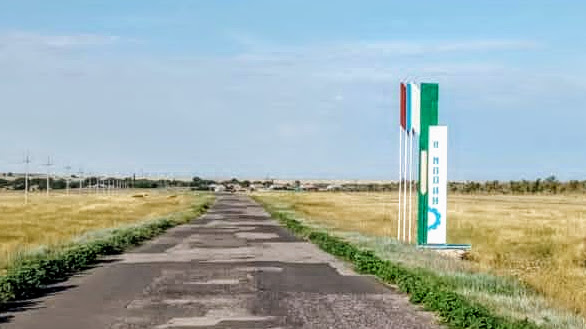
Стела на въезде в поселок Модин со стороны автодороги А-298

Автомобильная дорога федерального значения А-298 и линия Саратов I — Урбах — Ершов — Озинки — Уральск Саратовского региона Приволжской железной дороги проходят в 5 км севернее посёлка и связывают его с районным центром Ози́нки, находящимся в 28 км на восток.
Посёлок находится вблизи границы с Казахстаном в пограничной зоне.

## История
Основан в 1875 году.
Первоначально именовался Ржевуцкий, в 1880 г. наряду с этим указывается название Модин.
Хутор мещанина В. С. Модина упоминается в «Списке населённых мест Самарской губернии по сведениям 1889 года». Согласно списку хутор относился к Натальинской волости Новоузенского уезда.
Хутор Модин отмечен на карте Новоузенского уезда Самарской губернии 1890 года
Василий Семёнович Модин как поставщик мануфактурных товаров из села Дергачи указан в издании «Вся Россия: Русская книга промышленности, торговли, сельского хозяйства и администрации» за 1900 год. Ему принадлежало 3600 десятин (3924 га) земли в окрестностях хутора. Отгрузка зерна покупателям производилась через станцию Чалыкла, которая имела необходимые для этого склады.
В 1910 году на хуторе проживало 6 мужчин и 8 женщин, земельный надел составлял 1777 десятин удобной и 588 десятин неудобной земли.
Житель хутора Анашкин Иван Васильевич воевал в 79-м пехотном Куринском полку во время Первой мировой войны и был ранен (контужен).
В 1919 году в составе Новоузенского уезда хутор включён в состав Саратовской губернии.
С 1932 года — центральная усадьба совхоза «Чалыклинский», созданного в результате разукрупнения совхоза "Гигант". 
В 1937 году по обвинению в антисоветской агитации были несправедливо осуждены жители посёлка:
- Артемченко Александр Евстропьевич (1895 г.р., расстрелян)[13];
- Палышев Михаил Петрович (1897 г.р., расстрелян)[14];
- Миллер Каспер Кондратьевич (1892 г.р., 10 лет лагерей)[15].

Они были реабилитированы Постановлением Президиума Саратовского областного суда и Саратовской областной прокуратурой.
В 1938 году начала начала свою работу школа семилетнего образования.
В 1941 г. в совхозе "Чалыклинский"  было 27 колесных  и 12 гусеничных тракторов, 9 грузовых автомобилей и другая сельхозтехника. Площадь посева зерновых составляла 8 тыс. гектаров.
После начала Великой Отечественной войны почти вся техника и механизаторы были отправлены на фронт.
Летом 1944 г. в окрестностях поселка действовал пионерский лагерь, где на льготных условиях отдыхали дети работников совхоза.
Во время Великой Отечественной войны на фронте погибли (пропали без вести) уроженцы и жители посёлка:
| № | Фамилия, имя, отчество      | Год рождения | Год гибели |
| - | --------------------------- | ------------ | ---------- |
| 1 | Агисов Джумазай             | 1924         | 1944       |
| 2 | Агисов Куваш                | 1902         | 1943       |
| 3 | Гапонов Иван Корнеевич      | 1921         | 1944       |
| 4 | Джубашев Касен              | 1913         | 1941       |
| 5 | Коневцов Сергей Павлович    |              | 1942       |
| 6 | Чернавин Алексей Николаевич | 1910         | 1944       |
| 7 | Чункасов Болел              | 1909         | 1942       |
| 8 | Шариков Ефим Иванович       | 1913         | 1945       |

В тяжелое послевоенное время совхоз возглавлял Калатин Сергей Михайлович (1904—????)— ветеран войны, награжденный орденом Отечественной войны II степени.
На карте СССР послевоенных лет (1946 г.) и в атласе СССР 1947 г. посёлок обозначен как «Чалыклинский».
В марте 1954 в посёлок прибыла первая группа молодежи для участия в освоении целинных и залежных земель.
В 1960-е годы совхоз обрабатывал около 22 тысяч гектаров пахотных земель, его машино-тракторный парк насчитывал более 100 единиц тракторов и комбайнов. Совхозом руководил Николай Тимофеевич Трифонов.
В 1963 году закончено строительство здания средней школы-десятилетки, директором школы стал Гусев Виктор Павлович, а заведующим учебной частью—Чуриков Александр Александрович.
В 1996 году совхоз «Чалыклинский» преобразован в Государственное унитарное предприятие опытно-производственное хозяйство (ГУП ОПХ) «ЧАЛЫКЛИНСКОЕ», которое в дальнейшем было признано банкротом и в 2014 году ликвидировано.

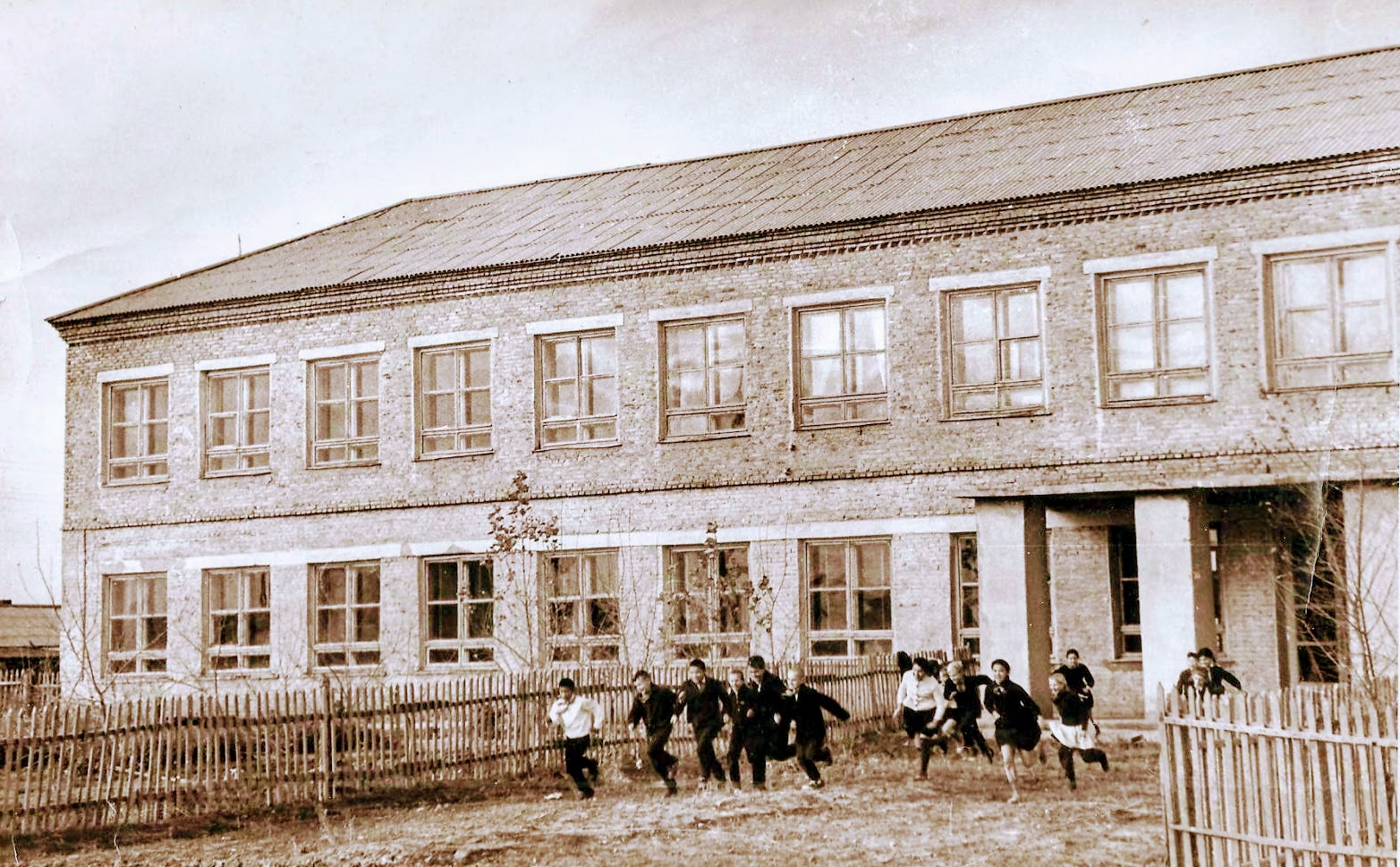
Школа п. Модин Озинского района Саратовской обл. 1960-е годы

## Инфраструктура
В посёлке имеется средняя школа, дом культуры, фельдшерско-акушерский пункт, отделение связи, Центр психолого-педагогического и медико-социального сопровождения детей (открыт в 2006 году). К посёлку подведён природный газ, но внутрипоселковые линии газопровода действуют лишь частично.

## Известные люди
Указом Президиума Верховного Совета СССР от 11 января 1957 года «За заслуги в освоении целинных и залежных земель, успешное проведение уборки урожая и хлебозаготовки в 1956 году» орденами Ленина были награждены Григорьев Иван Николаевич — тракторист совхоза «Чалыклинский» и Исаев Иван Христофорович — комбайнер совхоза «Чалыклинский».
Бригадир семеноводческой бригады совхоза «Чалыклинский» Михаил Павлович Новиков за получение высоких урожаев был награждён орденами Ленина, Октябрьской Революции и Трудового Красного Знамени.

## Население
Динамика численности населения по годам:
| Годы      | 1910 | 2002 |
| --------- | ---- | ---- |
| Население | 14   | 851  |

| 2002 | 2010 |
| ---- | ---- |
| 852  | ↘618 |